# 月見岡八幡神社
月見岡八幡神社（つきみがおかはちまんじんじゃ）は東京都新宿区の神社。

## 概要
創建年代は不明である。ただ源義家の奥州出征の折に戦勝祈願をしたとされることから、11世紀中期には既に存在していたものと推測される。
かつては現在の八幡公園にあったが、区画整理のため、現在地に移転した。移転と同時に旧所在地にあった庚申塔や富士塚も移転している。
当社には、社殿の軒下に吊り下げられる仏具「鰐口」が所蔵されている。明治時代の神仏分離政策により、神社が仏具を持つことが禁止されたため、鰐口は行方知れずになってしまったが、1932年（昭和7年）に北海道で発見され、再奉納された。

## 交通アクセス
- 東京メトロ東西線落合駅より徒歩5分。
- 新宿駅西口よりバス(関東バス　宿02系統)「落合中央公園」下車。